# MTV Video Music Awards de 2016
A cerimônia do MTV Video Music Awards de 2016 foi realizada em 28 de agosto de 2016 no Madison Square Garden, em Nova Iorque, com transmissão através da MTV e de vários outros canais pertencentes à Viacom. 
Esta edição do evento foi muito aguardada, pois a cantora estadunidense Britney Spears faria sua volta aos palcos após sua última performance na premiação, nove anos depois da sua última atuação no VMA (a muito criticada performance de "Gimme More", em 2007). 
Nesta edição do MTV VMA, Beyoncé passou a ser a artista com mais trófeus da história do evento, elevando o seu número de video music awards para 25 e ultrapassando os 20 de Madonna, que era a recordista até então. Beyoncé deteria este recorde até 2024, quando Taylor Swift a ultrapassou em número de prêmios arrecadados. 

## Indicações
A lista de indicados foi revelada em 26 de julho de 2016 através de uma transmissão ao vivo realizada no Facebook da MTV. Os nomeados da categoria de Canção do Verão foram revelados em 23 do mês seguinte. Os vencedores estão em negrito.

### Vídeo do Ano
Beyoncé – "Formation"
- Adele — "Hello"
- Justin Bieber — "Sorry"
- Drake — "Hotline Bling"
- Kanye West — "Famous"

### Melhor Vídeo Masculino
Calvin Harris (com Rihanna) – "This Is What You Came For"
- Drake — "Hotline Bling"
- Bryson Tiller — "Don't"
- The Weeknd — "Can't Feel My Face"
- Kanye West — "Famous"

### Melhor Vídeo Feminino
Beyoncé – "Hold Up"
- Adele — "Hello"
- Ariana Grande — "Into You"
- Rihanna (com Drake) — "Work"
- Sia — "Cheap Thrills"

### Artista Revelação
DNCE
- Desiigner
- Lukas Graham
- Zara Larsson
- Bryson Tiller

### Melhor Vídeo Pop
Beyoncé – "Formation"
- Adele — "Hello"
- Justin Bieber — "Sorry"
- Alessia Cara — "Wild Things"
- Ariana Grande — "Into You"

### Melhor Vídeo Rock
Twenty One Pilots — "Heathens"
- All Time Low — "Missing You"
- Coldplay — "Adventure of a Lifetime"
- Fall Out Boy (com Demi Lovato) — "Irresistible"
- Panic! at the Disco — "Victorious"

### Melhor Vídeo Hip-Hop
Drake – "Hotline Bling"
- 2 Chainz — "Watch Out"
- Chance the Rapper (com Saba) — "Angels"
- Desiigner — "Panda"
- Bryson Tiller — "Don't"

### Melhor Vídeo Música Eletrônica
Calvin Harris e Disciples — "How Deep Is Your Love"
- 99 Souls (com Destiny's Child e Brandy) — "The Girl Is Mine"
- Afrojack — "SummerThing!"
- The Chainsmokers (com Daya) — "Don't Let Me Down"
- Mike Posner — "I Took a Pill in Ibiza"

### Melhor Colaboração
Fifth Harmony (com Ty Dolla Sign) – "Work from Home"
- Beyoncé (com Kendrick Lamar) — "Freedom"
- Ariana Grande (com Lil Wayne) — "Let Me Love You"
- Calvin Harris (com Rihanna) — "This Is What You Came For"
- Rihanna (com Drake) — "Work"

### Melhor Longa-Metragem
Beyoncé — Lemonade
- Justin Bieber — Purpose: The Movement
- Chris Brown — Royalty
- Florence + the Machine — The Odyssey
- Troye Sivan — Blue Neighbourhood Trilogy

### Melhor Direção
Beyoncé – "Formation" (Diretora: Melina Matsoukas)
- Adele — "Hello" (Diretor: Xavier Dolan)
- David Bowie — "Lazarus" (Diretor: Johan Renck)
- Coldplay — "Up & Up" (Diretores: Vania Heymann e Gal Muggia)
- Tame Impala — "The Less I Know the Better" (Diretor: Canada)

### Melhor Coreografia
Beyoncé — "Formation" (Coreógrafos: Chris Grant, JaQuel Knight e Dana Foglia)
- Beyoncé — "Sorry" (Coreógrafos: Chris Grant, JaQuel Knight, Dania Foglia, Anthon Burrell e Beyoncé Knowles Carter)
- Missy Elliott (com Pharrell) — "WTF (Where They From)" (Coreógrafo: Hi-Hat)
- FKA Twigs — M3LL155X (Coreógrafa: FKA Twigs)
- Florence + the Machine — "Delilah" (Coreógrafa: Holly Blakey)

### Melhores Efeitos Visuais
Coldplay — "Up & Up" (Efeitos visuais: Vania Heymnann e GloriaFX)
- Adele — "Send My Love (To Your New Lover)" (Efeitos visuais: Jonathan Box e MPC)
- FKA Twigs — M3LL155X (Efeitos visuais: Lewis Saunders and Jihoon Yoo)
- The Weeknd – "Can't Feel My Face" (Efeitos visuais: Louis Mackall and T.J. Burke)
- Zayn — "Pillowtalk" (Efeitos visuais: David Smith)

### Melhor Direção Artística
David Bowie — "Blackstar" (Diretor de arte: Jan Houllevigue)
- Adele — "Hello" (Diretor de arte: Colombe Raby)
- Beyoncé — "Hold Up" (Diretor de arte: Jason Hougaard)
- Drake — "Hotline Bling" (Diretor de arte: Jeremy Macfarlane)
- Fergie — "M.I.L.F. $" (Diretor de arte: Alexander Delgado)

### Melhor Edição
Beyoncé — "Formation" (Editor: Jeff Selis)
- Adele — "Hello" (Editor: Xavier Dolan)
- David Bowie — "Lazarus" (Editor: Johan Söderberg)
- Fergie — "M.I.L.F. $" (Editor: Vinnie Hobbs)
- Ariana Grande — "Into You" (Editora: Hannah Lux Davis)

### Melhor Cinematografia
Beyoncé — "Formation" (Diretor de fotografia: Malik Sayeed)
- Adele — "Hello" (Diretor de fotografia: André Turpin)
- Alesso — "I Wanna Know" (Diretor de fotografia: Corey Jennings)
- David Bowie — "Lazarus" (Diretor de fotografia: Crille Forsberg)
- Ariana Grande — "Into You" (Diretor de fotografia: Paul Laufer)

### Canção do Verão
Fifth Harmony (com Fetty Wap) – "All in My Head (Flex)"
- The Chainsmokers (com Halsey) – "Closer"
- Drake (com Wizkid e Kyla) – "One Dance"
- Selena Gomez – "Kill Em with Kindness"
- Calvin Harris (com Rihanna) – "This Is What You Came For"
- Nick Jonas (com Ty Dolla Sign) – "Bacon"
- Kent Jones – "Don't Mind"
- Major Lazer (com Justin Bieber e MØ) — "Cold Water"
- Sia — "Cheap Thrills"
- Justin Timberlake — "Can't Stop the Feeling!"

### Michael Jackson Video Vanguard Award
Rihanna